# Chudokrevnost
Chudokrevnost neboli anémie je stav, při kterém je v krvi snížena koncentrace hemoglobinu pod normu stanovenou podle věku a pohlaví. V důsledku toho je snížena schopnost krve dodávat kyslík tkáním. Příčinou anémie je porušená tvorba červených krvinek, nebo jejich zvýšený zánik.  

## Příznaky anémie
Příznaky vyskytující se při chudokrevnosti jsou buď nespecifické nebo specifické, tedy objevující se při jednotlivých typech anémií.
Nespecifické příznaky jsou: únava, malátnost, nevýkonnost, slabost, závratě, pískání či hučení v uších, poruchy soustředění, poruchy chutě k jídlu, plynatost, dušnost při námaze, bolest na hrudi při námaze, palpitace (pocit silného bušení srdce), bledost kůže a sliznic.
Specifické pro jednotlivé typy jsou např. lomivé, rýhované až lžičkovitě vyhloubené nehty, pálení jazyka a ústních koutků (sideropenická anémie), žloutenka (hemolytická anémie) atd.
Typické je také zbarvení kůže, které může být od světle červené barvy přes světle fialovou do jemně růžové. Nehty se mohou zbarvovat do tmavě modra či temně fialova.
Ojedinělým příznakem chudokrevnosti je neschopnost ejakulace u mužů, někdy i samotné erekce.

## Rozdělení anémií podle příčin
Anémie může vzniknout z následujících příčin:
- porucha tvorby hemoglobinu
- porucha syntézy DNA
- porucha kmenové buňky
- útlak kostní dřeně
- porucha tvorby erytropoetinu
- krvácení, zvláště chronická
- hemolytická anémie (z rozpadu červených krvinek tzv. hemolýza)
- nadměrné odbourávání ve slezině

## Diagnostika anémií
- Krevní obraz: počet erytrocytů, hematokrit, koncentrace hemoglobinu, snížené množství hemoglobinu v erytrocytech
- ferritin, transferin - sideropenická anémie
- stanovení Vitamin B12 a kyseliny listové - (megaloblastová anémie)
- příznaky hemolýzy - Coombsův test, přítomnost válců v moči atd.
- pátrání po zdrojích krvácení, krevních ztrátách (především v trávicím traktu; krvácení u žen)
- nátěr z kostní dřeně

## Anemický syndrom
- Soubor symptomů provázejících anemii:
  - bledost kůže a sliznic;
  - únava, pokles tělesné výkonnosti;
  - zadýchávání se při námaze;
  - tachykardie, oběhová insuficience (z hypoxie myokardu)

Při hemolytických anemiích navíc projevy hemolýzy – hemoglobinemie, hemoglobinurie (až hemoglobinurická nefróza), pokles hladiny haptoglobinu, hemosideróza, ikterus, tvorba pigmentových žlučových kamenů.

## Druhy anémie
Existují různé druhy chudokrevnosti, člení se podle různých hledisek. Anémie se dělí do tří hlavních skupin: Mikrocytární, Makrocytární a Normocytární.

### Sideropenická anémie
Anémie z nedostatku železa je jednou z nejčastějších. Nedostatek železa vzniká především při dlouhodobé a postupné ztrátě krve, která vyčerpává zásoby železa v organismu (železo je v krvi vázané na hemoglobin a při jeho deficitu klesá celková hodnota hemoglobinu). Tímto problémem jsou nejčastěji postiženy ženy se silným menstruačním krvácením. Ke ztrátě železa krvácením však dochází např. i u hemoroidů, ale to většinou nevede až k rozvoji anémie na rozdíl od polypů konečníku, vředovém onemocnění střev, kolorektálního karcinomu, jícnových varixů, tumorů žaludku apod. Další možnou příčinou je nedostatek železa v potravě. Anémie se může též rozvinout při neschopnosti železo vstřebávat. Tento stav je při neschopnosti žaludku syntetizovat HCl, po resekcích žaludku, rozsáhlých resekcích tenkého střeva nebo uniká-li střevní obsah píštělemi.
Pokud vznikne chudokrevnost z nedostatku železa, je vhodnou kombinací užívání potravních doplňků železo v dávkách většinou do 300 mg/den (v podobě organické soli – např. fumarát železnatý) a vitamín C (železo je základní složka hemoglobinu a vitamín C jej pomáhá lépe vstřebávat). Užívání extraktů třapatky (echinacea) podporuje mj. i tvorbu červených krvinek.

### Perniciózní anémie a anémie z nedostatku kyseliny listové
Další možnou příčinou chudokrevnosti (i když méně častou) je nedostatek vitaminu B12 (tzv. perniciózní anémie) nebo kyseliny listové – obě látky jsou důležité pro tvorbu červených krvinek (tímto typem jsou nejčastěji postiženi alkoholici, kuřáci a těhotné a kojící ženy). Perniciózní anémie může vzniknout i v důsledku stravovacích návyků popř. poruchy vstřebávání některých látek. Rizikovou skupinou jsou rovněž lidé vyhýbající se konzumaci živočišných potravin (vegetariáni, vegani).
Většina žen po menopauze a prakticky všichni muži v každém věku však mají ve stravě železa dostatek a pokud to není nezbytně nutné, měli by se užívání přípravků s obsahem železa vyhnout. Nadbytek železa působí jako oxidant a vytváří v těle volné radikály.
Jde-li o anémii z nedostatku vitamínu B12 a kyseliny listové, je třeba tyto dvě látky zařadit do jídelníčku. Užívání vitamínu C podpoří jejich lepší vstřebávání.
Do jídelníčku je pak vhodné vybírat potraviny bohaté na železo (sezamový olej), vitamín B12 (červené maso, játra, korýši; pro vegany a veganky jsou jediným důvěryhodným zdrojem potraviny fortifikované tímto vitamínem a vitamínové doplňky) a kyselinu listovou (především listová zelenina).

### Anémie u chronických chorob
Příčina této anemie je komplexní. Je to jak mírná hemolýza, tak menší podíl zabudování železa do hemu (krevního barviva), tak i snížení vývinu nových červených krvinek. S tímto se setkáváme při infekcích (infekční endokarditida, osteomyelitida, TBC), nádorových onemocněních, poruchách metabolismu, systémových nemocech pojiva (systémový lupus erythematodes, vaskulitida, sklerodermie), nedostatek erytropoetinu u onemocnění ledvin. Anémie bývá většinou mírná a léčbou je léčba základního onemocnění.

### Aplastická anémie
Aplastická anémie je anémie charakterizovaná nedostatečnou tvorbou krevních buněk vedoucí k úbytku všech krevních elementů - červených krvinek (erytrocytů), bílých krvinek (leukocytů) i krevních destiček (trombocytů). Toto onemocnění je způsobeno poruchou kmenové (mateřské buňky), která vytváří všechny tři druhy krvinek. Aplastické anémie mohou být vrozené nebo získané.